# Rhipidoblattina lacunata
Rhipidoblattina lacunata  (лат.) — ископаемый вид тараканов рода Rhipidoblattina из семейства Caloblattinidae. Меловой период (барремский ярус, 129—125 млн лет). Россия: Забайкальский край (Чита, Черновские Копи, 52,0° N, 113,2° E). Размер надкрылий 18,0×6,2 мм.

Вид был впервые описан по отпечаткам в 2014 году словацким энтомологом П. Барной (Peter Barna; Geological Institute, Slovak Academy of Sciences, Братислава, Словакия) вместе с Archimesoblatta kopi, Blattula discors, Mongolblatta sanguinea, Rhipidoblatta grandis и другими новыми ископаемыми видами. Близок к вымершим видам Rhipidoblatta bucklandi (который мельче, 11 мм) и Rhipidoblatta decoris (который крупнее, 22 мм).